# Moran Atias
Moran Atias (Mor-AHN Ah-tee-AHS ; em hebraico: מורן אטיאס ; Haifa, 9 de abril de 1981) é uma atriz e modelo israelense. Ela ganhou fama nos filmes italianos Gas, Oggi sposi e La terza madre. Ela é mais conhecida por seu trabalho com Paul Haggis na série de TV Crash de 2008 e no filme Third Person de 2013. Ela também estrelou a série de televisão Tyrant, do canal FX .

## Vida pessoal
Atias nasceu em Haifa, Israel, filho de pais de ascendência judaica marroquina. Seu avô era rabino. Ela apareceu no programa de televisão juvenil Out of Focus aos 15 anos. Seu plano de servir como soldado nas Forças de Defesa de Israel foi frustrado por um diagnóstico de meningite aos 17 anos. Em vez disso, ela continuou a carreira de modelo na Alemanha e depois na Itália, onde foi descoberta e se tornou modelo de Roberto Cavalli. Sua irmã mais nova é a atriz israelense Shani Atias.

## Carreira

### Modelagem
Atias apareceu pela primeira vez na televisão quando tinha 15 anos, estrelando o programa juvenil israelense Out of Focus. Aos 17 anos, ela foi para a Alemanha para iniciar sua carreira de modelo. Ela foi modelo para as joalherias Roberto Cavalli, D&G e BBG. Mais tarde, ela apresentou um talk show italiano.

### Atuação, outros trabalhos em filmes
Depois de se estabelecer como modelo, ela foi incentivada a seguir a carreira de atriz. Ela apareceu em filmes em inglês, italiano, hebraico e espanhol e foi indicada ao prêmio de Melhor Atriz no Festival Sguardo al Femminile por seu papel no filme israelense de Menahem Golan de 2005 , Days of Love. Seu trabalho nesses filmes a levou a ser escalada para o longa-metragem italiano Gas, no qual interpretou uma viciada em drogas provocadora encarregada de seduzir um viciado em drogas gay. Ela seguiu com a comédia romântica Oggi Sposi, dirigida por Luca Luncini e Mother of Tears, a terceira e última parte da trilogia sobrenatural de terror de Dario Argento, As Três Mães . Mother of Tears estreou no Festival Internacional de Cinema de Toronto de 2007 e no Festival de Cinema de Roma .
Em 2008, ela foi escalada para o papel da imigrante ilegal Inez na série dramática Crash, baseada no filme vencedor do Oscar de Paul Haggis. Depois de uma temporada, ela se tornou a protagonista feminina ao lado de Dennis Hopper. Trabalhar com Haggis a levou a ser escalada para seu filme The Next Three Days.
Ela foi escalada para a nova série Tyrant da FX, pelos criadores da bem-sucedida série de televisão Homeland, do criador e também israelense, Gideon Raff.
Seu trabalho no filme The Next Three Days levou a Third Person, um projeto que Atias lançou e ajudou a desenvolver com Paul Haggis. Ela foi escolhida para interpretar o papel de "Monika", uma cigana romena. Ela estudou com Michael Margota no Italian Actor's Studio para aperfeiçoar os sotaques italiano e romeno. O filme estreou no Festival Internacional de Cinema de Toronto de 2013.

## Filmografia

### Filme
| Ano  | Título                        | Papel             | Notas             |
| ---- | ----------------------------- | ----------------- | ----------------- |
| 2005 | GÁS                           | Mônica            |                   |
| 2005 | Dias de Amor                  | Sigal             |                   |
| 2006 | The Roses of the Desert       | Aisha             |                   |
| 2007 | La terza madre                | Mater Lachrymarum |                   |
| 2008 | You Don't Mess with the Zohan | Eti               | Não creditado     |
| 2009 | Land of the Lost              | Mulher Pakuni     | Não creditado     |
| 2009 | Oggi sposi                    | Alopa             |                   |
| 2010 | Kavod                         | Ronit             |                   |
| 2010 | The Next Three Days           | Erit              |                   |
| 2012 | Crazy Eyes                    | Ex                |                   |
| 2013 | Third Person                  | Mônica            | Também coprodutor |
| 2018 | Speed Kills                   | Condessa          |                   |

### Televisão
| Ano     | Título                | Papel           | Notas                                      |
| ------- | --------------------- | --------------- | ------------------------------------------ |
| 2008–09 | Crash                 | Inês            | Papel principal                            |
| 2009    | II bene e il male     | Elisabetta      | 2 episódios                                |
| 2010    | CSI: Nova York        | Marina Garito   | Episódio: "Descanse em paz, Marina Garito" |
| 2011    | Regras de engajamento | Sofia           | Episódio: "Frango de Aniversário"          |
| 2011    | CSI: Miami            | Olivia Hunter   | Episódio: "GO"                             |
| 2012    | Colarinho branco      | Christie        | Episódio: "Deadline"                       |
| 2014–16 | Tirano                | Leila Al-Fayeed | Papel principal                            |
| 2017    | 24: Legado            | Sidra           | Função recorrente                          |
| 2018    | O Residente           | Renata Morali   | Papel principal (temporada 1)              |
| 2019    | The Village           | Ava Behzadi     | Papel principal                            |
| 2022    | Animal Kingdom        | Luísa Thompson  | Função recorrente                          |

## Prêmios
2014 – Prêmio Capri Mediterrâneo por seu papel em Third Person 
2014 – Prêmio Humanitário LA Femme Filmmaker Award 